# あさひなぐ
『あさひなぐ』は、こざき亜衣による日本の漫画。
『ビッグコミックスピリッツ』（小学館）において、2011年8号（2011年1月24日発売）から2020年41号（2020年9月7日発売）まで連載された。高校生の部活動としてはマイナーな部類である薙刀（なぎなた）を題材にした漫画。「全国書店員が選んだおすすめコミック2012」、9位。2015年、第60回（平成26年度）小学館漫画賞一般向け部門を受賞。2020年9月時点でシリーズ累計発行部数は390万部を突破している。
2017年に東宝による実写化企画『「あさひなぐ」プロジェクト』が発表され、齋藤飛鳥主演の舞台化と西野七瀬主演の映画化が行われた。

## 制作背景・作風
スピリッツ編集部からの「部活動もので連載を」という要請に対し、大学時代の親友がやっていた「薙刀」に興味を持っていた作者が題材に選んだ。ちなみに、作者は高校時代は美術部に所属しており薙刀に関しては未経験者であったため、連載開始までに1年かけて薙刀を取材している。
登場人物は武道にいそしむ女性ばかりであるが、主人公の周りには口が悪い、乱暴、クセのある人物が多い。初期は小林まことの『柔道部物語』のように粗野かつ軽妙なノリで物語をスピーディーに展開していったが、徐々に旭をはじめとした二ッ坂高校の部員達の精神的成長を丁寧かつ繊細に描き、青春漫画としての度合いを強めている。
タイトルは主人公の旭がなぎなたを薙ぐことが由来であるが、そのアクセントについては検討されてこなかった。単行本11巻の中でこざきはあみだくじによって「芦田愛菜」と同じアクセントとすることに決定したが、その後映画・舞台化となる「あさひなぐ」プロジェクトの発表の際に「つのだ☆ひろ」のアクセントで発表されてしまい、こざきもそれを了承した顛末が単行本23巻に収録されている。
「薙刀は高校部活界のアメリカンドリーム!」がキャッチフレーズ。
2020年9月の連載終了後、作者・こざき亜衣がCS番組『漫道コバヤシ』に客演したコメントでは、主人公・東島旭は「自分に近い存在であり、自分がこうでありたいと投影した姿」だと明かし、自身の理想像だと答えている。

## あらすじ
東京都にある二ツ坂高校に進学した、東島旭。中学時代は美術部であった。高校では運動部に入ることを考えていた入学初日、通学中の電車の中で宮路真春と出会う。その日の学校での部活動紹介で「薙刀部」に見学に行く羽目になり、見学に行ったところ真春にあこがれ、強い人になりたいという理由で入部を決意する。

### 1巻～4巻
当時3年生の引退試合であるインターハイが開催された。真春の活躍もあり、東京都の決勝まで駒を進めた二ツ坂高校。決勝の相手は、前年度人数不足で団体戦に出ていなかった國陵高校。そのため当初メンバーは勝てると喜んでいたが、熊本からの転校生、一堂寧々により破れてしまう。その帰り道、旭が「一堂寧々なんて来年私が、ぶちのめしてやりますよ」と発言。そのことが寧々にも聞こえ、寧々も初心者である旭を気に掛けるようになる。
インターハイが終了し、当時2年生である野上えりが部長になり、本格的に旭、紺野さくら、八十村将子の薙刀の指導が始まる。当初は体力づくりのための練習がメインであった。夏休みになり、寿慶が当時副住職である白滝院へ合宿を行う。主に薙刀の身体面を鍛える練習が主であったが、最初旭は道場にすら入れてもらえず、水汲みを行っていた。途中逃げ出したくなる気持ちを抑えて、水汲みを行う。その様子をみた同期は刺激をもらい、旭ものちの武器となる足腰の強さを手に入れることになる。

### 5巻～8巻
合宿から帰ってきた旭たちが最初に行ったのは、昇級審査であった。その結果、部内では最低級の4級になってしまったが、審査員からは褒められ合宿での成果を実感しながら、新人戦に挑む。二ツ坂高校は当時2年生の真春、えり、大倉文乃のＡチームと旭、さくら、将子のＢチームに分かれ新人戦に挑む。新人戦では予想を覆し、Ｂチームは決勝まで駒を進める。対してＡチームは準決勝で寧々、寒河江純、的林つぐみの國陵高校のチームと当たる。代表戦で真春と寧々が対決し、寧々が勝利する。その結果、國陵高校が決勝に進み、Ｂチームを難なく倒し優勝する。この際、真春は自分が負けたことに対しプレッシャーを感じる。二ツ坂高校のメンバーは真春が負けたことに対し、相当な心のショックをうけ、真春の強さに依存していることに気づく。その後真春への依存を治すため、えりが提案した無謀な練習を行い、真春のプレッシャー、依存を両方克服することになる。しかし、無謀な練習が教頭先生にばれ、専門の監督を付けることを言い渡される。寿慶からの頼みもあり、監督に福留やす子が就任する。

### 8巻～13巻
やす子が監督になってから、より実践的な練習が増え、二ツ坂高校は呼吸法や体捌きを身に付ける。冬休みに入り、和歌山の名門愛山高校と國陵高校の合同合宿に参加する。最終日には絶対王者である熊本東高校も交えて、対抗戦を行う。初戦で國陵高校と当たった二ツ坂高校は、えりや将子が何かを掴む中、さくらの悪い癖が浮き彫りになる。対國陵高校では控えだった旭だが、続く2戦目の対愛山高校では中堅を務め、久保紗月と対戦する。この試合の中で、旭は今まで鍛えてきた足腰の強さを活かし、深い踏み込みをして打つことが長所になる。また、このことによりやす子から「二ツ坂高校の戦力として数える」と認められ、身震いするほどのうれしさを感じる。最終戦の熊本東高校戦では疲れもせずに負けてしまい、レベルの違いに呆然とするも、真春だけは対戦した熊本東高校の主将、戸井田奈歩とライバル関係になり、合宿を終える。
合宿を終えた二ツ坂高校は選抜大会に臨む。二ツ坂高校のメンバーは今までの努力が実り、実力で勝利しているが、さくらのみ勝利がない状況だった。そんな状況にさくらは嫌気がさし、薙刀部をやめることを決心する。そのさくらの気持ちを考えた旭は、いつか自分もそうなるかもしれないと恐怖に追われ、ひたすら練習をする。その結果、シンスプリントになってしまう。病院に行く途中、帰宅しているさくらと偶然出会い、お互いの気持ちを打ち明けることで、さくらは薙刀部へ復帰する。

### 13巻～16巻
さくらのひと悶着を終え、新年度を迎えた。部活動紹介にて、この一年を堂々と振り返った(辛い練習内容など)薙刀部のもとに、経験者である愛知薙、恵まれた体を持つ等々力香代子(あだ名はトド)、小さくて声も聞こえない大工原唯の三人を新入部員として迎える。ところが全くやる気のないトドと、何もないところで転ぶ運動神経のない大工原にイライラする2年生たち(ハンバーガーショップで反省している)。そんな気持ちの中、入部したての新入部員が行う伝統の「あひる歩き」を行う。薙とトドは何とかクリアするが、大工原だけは途中でリタイアしてしまう。そんな大工原の入部届を見た旭。そこには旭と同じ「強い人になりたいです」と書かれていた。旭は大工原を連れ出して、あひる歩きを再度行い、何とかクリアさせた。その出来事がきっかけで、大工原は旭を慕うようになり、声もはっきりとしゃべるようになった。
1年生との仲も深まり、関東大会予選を迎える。個人戦では2回戦で旭と将子が対戦し、旭が勝利を収める。そして二ツ坂高校では旭と真春がベスト8に残る。準々決勝では、旭は寧々と対戦し惜しくも敗れる。旭は怪我もあり、6位で関東大会出場を決める。決勝では真春と寧々が対戦し、真春が優勝する。団体戦では準決勝で薙の母が顧問を務める藤ヶ丘高校に負け、関東大会出場を逃す。大会後、先輩たちの不甲斐ない試合をみて薙がインターハイ予選の団体メンバーをかけて、部内戦をしたいと申し出る。

### 17巻～21巻
薙の申し出を受け、部内戦を実施することとなった二ツ坂高校。メンバー全員の総当りの部内戦となった。旭と真春の対決では、真春が旭の強さを実感する。途中えりが様々なプレッシャーから、部内戦を棄権することとなり、さくらへ部長を受け継ぐことになる。部内戦の最終戦は旭と将子。25分もの激闘を旭が制し、部内戦が終了する。
部内戦の結果、真春、旭、薙、文乃、将子の5人を団体メンバーとして迎えたインターハイ予選。個人戦で薙は幼なじみで藤ヶ丘高校の新田桂香に敗れる。その一方で団体メンバーから外れているえりベスト16にコマを進める。旭はベスト8を決める試合で、次の試合で当たるであろう寧々との勝負が頭に浮かび、敗れる。団体戦準決勝、対戦相手は藤ヶ丘高校。新田に負けて集中できない薙に代わり、えりをメンバーに選ぼうとするが旭が薙をメンバーに入れることを提案。このことで薙は今まで母のためにやっていた薙刀を、自分のため、仲間のために試合をすることを決意。無事に藤ヶ丘高校との試合を制す。しかし、この試合で真春が大怪我を負ってしまい、決勝には出られなくなった。
団体戦決勝。相手は國陵高校。真春に代わり、えりがメンバーに選ばれる。それぞれのメンバーが今までの出来事を活かし、勝負は代表戦へ。お互い大将だった旭と寧々が再び対決する。代表戦では6回の延長を行い、旭が1本を取り、二ツ坂高校がインターハイ出場を決める。閉会式では旭と寧々が笑顔を交し、幕を閉じる。インターハイ予選後、やす子が監督を辞めたことを知る。

### 21巻〜27巻
インターハイ予選を終えた旭は関東大会に挑む。関東大会には旭1人の出場のため心細かったが、河丸摂と出会う。摂は滅多に試合では使わないという脇構えの使い手であった。個人戦決勝トーナメントで摂と戦うことになった旭は惜しくも敗れ、友情が芽生える。
関東大会後、夏休みを迎えた二ツ坂高校。昨年と同様白滝院へ合宿を行いに向かうと、そこには寧々と的林も合宿に参加してた。今回の合宿は心を鍛える事となり、4日間の練習で一言も言葉を発しないことを課題とされる。旭たちは戸惑いながらも何とかクリアする。また、やす子は怪我を押してインターハイに出ることを望む真春の支えとなるべく、監督に復帰する。復帰の条件として、怪我を負っている真春はインターハイの団体メンバーから外し、個人戦に専念することを部員に了承させる。
合宿後、部旗を作成した二ツ坂高校はそれぞれの思いを胸にインターハイ本戦へ挑む。

### 27巻〜34巻
インターハイ本戦へ挑んだ二ツ坂高校。団体戦の予選には前年度準優勝の香川県弦平高校と同じグループになる。1度は弦平高校に呆気なく負けるも、三つ巴となり再選。気持ちを入れ替えグループ予選突破を決める。
一方個人戦では真春が新たな武器、右中段の速攻を身につけ着実にコマを進める。準々決勝、熊本東の吉里百合音に怪我をした脚を狙われる。脚に不安を抱えて挑んだ準決勝、相手は島根県出雲英豊高校の佐来光里と対戦し、怪我した脚が思うように動かず敗れる。
真春の敗戦後に行われた団体戦決勝トーナメント。準々決勝は真春が敗れた佐来がいる出雲英豊高校。旭は関東大会で摂から学んだ脇構えで佐来と引き分けに持ち込み、団体戦に勝利する。
迎えた決勝。二ツ坂高校の対戦相手は熊本東高校。将子は勝利を収めるも、一勝二敗一分で大将戦へ。美しい武道を大切にする熊本東高校で汚い薙刀をする島田十和と旭が対戦する。旭の試合中の姿勢から島田も心を入れ替え、真剣に勝負をするようになる。真春が旭に教えた引いてからのスネを決め旭が勝利し、代表戦へもつれ込む。代表戦では真春と戸井田が選ばれ、真春が勝利、二ツ坂高校はインターハイ優勝を果たす。

## 登場人物

### 二ツ坂高校

#### 薙刀部
東島 旭（とうじま あさひ）
本作の主人公。二ツ坂高校1年生（物語の進行で現2年生）。152.2センチメートルと背が低くて非力。メガネがトレードマークで、周りから「ボンヤリメガネ」「メガネザル」などと呼ばれる。基本的にドジで運動音痴で入部当初はなわとびを10回すら跳べなかったため、新入部員3人の中で一番見込みがなく物語上でも何度か薙刀をやめるよう勧告されていた。しかし、そこで諦めずに続ける不撓不屈の根性を持っており、それがさくらや将子を引っ張っていく時もある。入部当初は真春に憧れ、真春の強さや仲間達の背中を必死で追いかけて縋っていたが、成長していくうちに薙刀そのものが好きになり、寧々ややす子に指摘された団体依存を克服して精神的に自立し始めていく。
中学時代は美術部に所属。
紺野 さくら（こんの さくら）
旭の同級生。170センチメートル（1年の夏休み明けには173センチメートルになっていた）と背が高くて器用。裕福な家庭で育ち、両親に溺愛されているお嬢様。言葉遣い自体は上品だがトゲを含む言葉をよく旭たちに向けてストレートに放つ。将子からはたびたび「性悪」と呼ばれている。自分だけ結果が出ないことに苛立ちを感じて一時期、部活動から離れる。復帰後は薙刀と後輩のかわいがりに真摯に取り組んでいる。
中学時代はバレーボール部に所属。
八十村 将子（やそむら しょうこ）
旭の同級生。剣道経験者でスピードと体力がある。実家は酒屋で両親ともに粗暴な性格。その影響で将子自身も負けたままでは引き下がらない勝気でよく手が出る粗暴な性格だが、仲間想いな一面もある。乗り物酔いをするので車移動が苦手。
中学時代は剣道部に所属。市の個人戦で優勝した程の実力を持つが、ある理由で剣道から逃げるように薙刀界に入ってきた。
宮路 真春（みやじ まはる）
旭の1学年上の先輩。7歳の時から薙刀を続けている部のエースで、薙刀界ではちょっとした有名人。1年生の時には個人戦で全国大会に出場、ベスト8まで勝ち進んだ。宮路夏之は弟。薙刀一筋で異性や恋愛には全く興味がない模様。容姿端麗かつ運動巧者であるが、勉学についてはからきしで、昇段審査では学科で落とされた苦々しい経験を持つ。だが野性動物並みに勘はいい。また、弟の部屋を勝手に荒らしたり後輩に鉄拳をふるったりと、乱暴な一面もある。旭に対しては特に厳しい。だが、その反面、彼女の成長と薙刀にかける情熱を感じ、気にかけてもいる。
「作者の憧れ」を詰め込んだキャラクターとのこと。
野上 えり（のがみ えり）
旭の1学年上の先輩。水野部長ら上級生が引退した際に部長を任される。部長なのに存在が地味なのを気にしている。しかしながら、ハートは熱く他の部と張り合う時や部員確保の時にはヒートアップする。イケメンとアイスクリームと後輩の苦しむ姿が好物。
旭を上手く言いくるめて入部させた頭脳派で、薙刀についても戦術家という食えない面を持っている。
大倉 文乃（おおくら ふみの）
旭の1学年上の先輩。かなり太っているが、運動神経は抜群で俊敏（いわゆる「動けるデブ」）。その特徴的な容姿から、「丸太」「トンカツ」などと呼ばれて部内では旭に次ぐいじられ役である。基本的に将子とは犬猿の仲ではあるが、剣道の癖が抜けずに悩む将子を励ましたりもする。クセのある薙刀部員の良心的存在。
愛知 薙（あいち なぎ）
旭の1学年下の後輩。薙刀経験者で、母親が藤ヶ丘高校の薙刀指導者。
等々力 香代子（とどろき かよこ）
旭の1学年下の後輩。声が大きい。
大工原 唯（だいくはら ゆい）
旭の1学年下の後輩。旭よりも背が低く声が小さい。ふとした出来事で唯に共感した旭が一緒に特訓し、それ以降旭を慕う。
水野
旭の2学年上の先輩、旭入学当初の薙刀部部長。インターハイ全国大会出場をあと一歩のところで逃し、えり達に全国大会初出場の夢を託す。
猪又
旭の2学年上の先輩、当時2年の真春が団体戦レギュラーだったため最後の大会では補欠に回る。全国に出場できなくて謝る真春を優しく労わる。
小林先生
薙刀部の顧問。薙刀に関しては全くの素人で、基本的に何かの役に立つということはない。
福留 やす子（ふくとめ やすこ）
新人戦後より薙刀部の監督を務める。「薙刀なんてやっていても男にモテない」という理由から薙刀界から離れていたが、寿慶に無理やり監督を引き受けさせられた。インターハイ及びインカレを個人・団体とも制しており、学生時代は熟練した狡猾な腕前から「茨城の汚れくノ一」と呼ばれていた。

#### テニス部
宮路 夏之（みやじ なつゆき）
旭の同級生。真春の弟で昔は真春たちと一緒に薙刀をしていた。真春に頭が上がらない。旭とはお互いに気になる仲。
森 拓馬（もり たくま）
旭の同級生。夏之の友人。かなり軽い性格をしている。将子に惚れている。
氏家 麻美子（うじいえ まみこ）
真春の同級生。テニス部部長。高飛車な性格で薙刀部、特に部長であるえりを敵視している。

### 國陵高校薙刀部
昨年は団体メンバーが揃えられないほどの弱小校であったが、1年生エース・一堂寧々の加入により、東京都大会優勝、全国大会出場を果たした。
一堂 寧々（いちどう ねね）
旭と同学年で、旭の格上のライバル。部のエースで、國陵を全国大会出場に導いた立役者。本来は戸井田奈歩のいる名門熊本東高校に進学予定であったが、親の転勤により東京にやってきた。東京の薙刀のレベルの低さに嫌気がさしており、部では全く溶け込もうとせず孤立している。慣れ合うのを極端に嫌う攻撃的な性格で、自分に何かと付きまとってくる旭に、しばしばきつい言葉を浴びせている。
寒河江 純（さがえ じゅん）
真春と同学年で部長。温厚な性格で、部で孤立している寧々を気にかけていて、寧々を締め出そうとする部員の言動をよく諌めている。一学年上の広田部長引退後に自ら次の部長に立候補、エースの自分勝手な振る舞いでバラバラになった部をまとめるべく奮起する。ある事件がきっかけで薙刀のスタイルが一変する。
三須 英子（みす えいこ）
真春と同学年、國陵の薙刀部では純にとって唯一の同級生。そのため衝突の多い部内でしばしば純のフォロー役に回ったり、三枚目役をこなしたりすることが多い。
的林 つぐみ（まとばやし つぐみ）
旭と同学年で薙刀経験者。嫉妬心から、傲慢な態度を繰り返す寧々に反感を抱くが、仲良くなりたいとも思っている。実家は武道具専門店を経営している。たびたび店にやって来る二ツ坂の部員達と薙刀の話をしているうちにうっかり部の内情を漏らし、最後は逆切れして追い返すのがパターンになっている。部内では寧々に次ぐ実力の持ち主。
原野監督
國陵高校薙刀部の顧問。やす子の2学年上。自分勝手で孤立している寧々の行動に完全に手を焼いている。

### 聖泉学院薙刀部
お嬢様学校で、二ツ坂高校とは昔からの犬猿の仲。今年より薙刀の顧問がついている。
森 美寿々（もり みすず）
真春と同学年で部長。高飛車な性格。昇級審査のため居合わせたえり達と言い争いになる。後輩のひろ美に対して厳しい。
朝霞 怜（あさか れい）
真春と同学年で副部長。チームの参謀でリーダー的存在。ひろ美を実力者に育て上げた。
薬師丸 ひろ美（やくしまる ひろみ）
旭と同学年の薙刀未経験者。体は大きいが気は小さい。昇級審査の際に親しくしてくれた旭を慕う。怪力の持ち主で、新人戦団体戦では大活躍する。

### 桜秀館大附属高校薙刀部
歴史のある薙刀部で、刈り上げカットと鬼軍曹のような説教をする先生が有名。
内野 玲（うちの れい）
真春と同学年で桜秀館の部長、左目の泣きぼくろが特徴。対戦した旭の実力を素直に認めるなど髪型通り割とサッパリした性格の持ち主。

### 藤ヶ丘高校薙刀部
國陵が出場するまでは東京代表としてインターハイに連続出場していた強豪校。創設50年でこちらも歴史のある薙刀部。
新田 桂香（にった けいか）
素直で従順。薙の母親である愛知監督に幼いころから指導を受けており、その資質から寵愛され期待を一身に背負っている。そのため、母っ子の薙とは幼馴染であるものの仲がよいわけではない。

### 和歌山愛山高校薙刀部
インターハイに毎年和歌山代表として出場している強豪校。伝統的にノリがいい部。強い世代が抜けて谷間世代をむかえている。
辻野 みゆき（つじの みゆき）
真春と同学年で部長。声が大きく元気で愛山のエース兼ムードメーカー。負けん気が非常に強く、自分に依存して勝つ気のない部員達を叱咤する。旭の長所を最初に気付いて賞賛した人物である。また、その際に旭からアドバイスを求められるも、旭が将来自分達の強敵になると見込んで断っている。
久保 紗月（くぼ さつき）
旭と同学年でおそらく薙刀経験者。上級生の不甲斐ない試合態度を見て次の二ツ坂との団体戦練習試合に自ら立候補、その試合で旭と勝負する。みゆきに憧れ慕っている。

### 熊本東高校薙刀部
インターハイで毎年優勝している超強豪校。部員の大半は町の名門道場からの生え抜きで構成されており、大学や連盟との稽古以外は熊本を出ることがない。
戸井田 奈歩（といだ なほ）
真春と同学年で主将。1年生の時から部のエースとして団体メンバー入り、インターハイでは団体優勝に貢献、個人戦でもベスト8まで進んだ。一堂寧々の憧れの人物。真春を好敵手と認めており、技のアドバイスを施すくらい気に入っている。その一方、弱い者には興味がなく容赦もない、作者曰く「女ラオウ」。
島田 十和 (しまだ とわ)
旭と同学年の薙刀未経験者。熊本東では珍しい未経験者でありながら上達が早く奈歩に目をかけられ、和歌山での練習試合では全勝する実力をつけている。しかし、奈歩の冷徹さに戸惑いを見せるなど青さを残す一面がある。

### その他
寿慶（じゅけい）
二ツ坂高校薙刀部が夏合宿を行うために訪れた白滝院（びゃくろういん）の住職。薙刀教士の段位を持つ。
郁林（いくりん）
白滝院の副住職。主に部員たちの食事の世話を担当。
田所（たどころ）
昇段審査で旭たちを審査、光るものがあると見抜き、それ以来二ツ坂高校を見守っている。寿慶とは古くからの知り合い。
乃木 進太郎（のぎ しんたろう）
真春と同学年の薙刀部員で真春とは昔からの知り合い。イケメンかつキザな性格で常に女性達に囲まれている一方、男子薙刀の裾野を広げるために実力だけでなく所作に関しても人一倍努力しており、男子選手達からも「立派な方」と尊敬されている。
都川 みのり（とがわ みのり）
旭と同学年の薙刀経験者で真春とは幼馴染。新人戦では江東区連盟チームの一員として団体戦に参加。小柄で縦巻きロールの髪が特徴。
村上 沙也（むらかみ さや）
みのりと同じく連盟チームの一員。自分よりも人のことを気にする性格で、それが災いして試合では実力を出せないでいる。
犬（いぬ）
八十村家で飼われている雌のマルチーズ。将子の母にものすごく長い名前をつけられたが誰も覚えられず、家族全員から犬と呼ばれている。

## 書誌情報

### 単行本
第1集では元プロテニスプレーヤーの松岡修造、第2集では元キャスターの草野仁が、第3集では漫画家のちばてつやが、それぞれの表紙帯にコメントを寄せている。
- こざき亜衣 『あさひなぐ』 小学館〈ビッグコミックス〉、全34巻
  1. 2011年5月3日発行（2011年4月28日発売）、ISBN 978-4-09-183798-1
  2. 2011年8月3日発行（2011年7月29日発売）、ISBN 978-4-09-183899-5
  3. 2011年11月2日発行（2011年10月28日発売）、ISBN 978-4-09-184119-3
  4. 2012年3月2日発行（2012年2月29日発売）、ISBN 978-4-09-184260-2
  5. 2012年6月2日発行（2012年5月30日発売）、ISBN 978-4-09-184510-8
  6. 2012年9月4日発行（2012年8月30日発売）、ISBN 978-4-09-184649-5
  7. 2012年12月5日発行（2012年11月30日発売）、ISBN 978-4-09-184766-9
  8. 2013年4月3日発行（2013年3月29日発売）、ISBN 978-4-09-185025-6
  9. 2013年8月4日発行（2013年7月30日発売）、ISBN 978-4-09-185344-8
  10. 2013年12月4日発行（2013年11月29日発売）、ISBN 978-4-09-185662-3
  11. 2014年4月2日発行（2014年3月28日発売）、ISBN 978-4-09-186026-2
  12. 2014年8月4日発行（2014年7月30日発売）、ISBN 978-4-09-186305-8
  13. 2014年11月4日発行（2014年10月30日発売）、ISBN 978-4-09-186509-0
  14. 2015年3月4日発行（2015年2月27日発売）、ISBN 978-4-09-186780-3
  15. 2015年6月3日発行（2015年5月29日発売）、ISBN 978-4-09-187019-3
  16. 2015年9月2日発行（2015年8月28日発売）、ISBN 978-4-09-187170-1
  17. 2015年12月5日発行（2015年11月30日発売）、ISBN 978-4-09-187330-9
  18. 2016年3月5日発行（2016年2月29日発売）、ISBN 978-4-09-187468-9
  19. 2016年6月4日発行（2016年5月30日発売）、ISBN 978-4-09-187615-7
  20. 2016年9月4日発行（2016年8月30日発売）、ISBN 978-4-09-187769-7
  21. 2016年12月5日発行（2016年11月30日発売）、ISBN 978-4-09-189230-0
  22. 2017年3月5日発行（2017年2月28日発売）、ISBN 978-4-09-189369-7
  23. 2017年6月5日発行（2017年5月31日発売）、ISBN 978-4-09-189508-0
  24. 2017年9月17日発行（2017年9月12日発売）、ISBN 978-4-09-189635-3
  25. 2018年2月4日発行（2018年1月30日発売）、ISBN 978-4-09-189784-8
  26. 2018年5月2日発行（2018年4月27日発売）、ISBN 978-4-09-189861-6
  27. 2018年8月4日発行（2018年7月30日発売）、ISBN 978-4-09-860046-5
  28. 2018年12月5日発行（2018年11月30日発売）、ISBN 978-4-09-860136-3
  29. 2019年3月5日発行（2019年2月28日発売）、ISBN 978-4-09-860222-3
  30. 2019年6月4日発行（2019年5月30日発売）、ISBN 978-4-09-860285-8
  31. 2019年10月5日発行（2019年9月30日発売）、ISBN 978-4-09-860407-4
  32. 2020年2月4日発行（2020年1月30日発売）、ISBN 978-4-09-860527-9
  33. 2020年6月3日発行（2020年5月29日発売）、ISBN 978-4-09-860619-1
  34. 2020年10月5日発行（2020年9月30日発売）、ISBN 978-4-09-860710-5

### 小説
- 原作：こざき亜衣、著者：きりしま志帆 『小説 あさひなぐ』〈小学生文庫〉、全1巻
  - 2017年9月6日発売、ISBN 978-4-09-406451-3
- 原作：こざき亜衣、著者：日笠由紀 『あさひなぐ』<小学館ジュニア文庫>、全1巻
  - 2017年9月13日発売、ISBN 978-4-09-231191-6

## 舞台
2017年5月20日から上演。5月30日には全国で46の劇場でライブビューイングが行われ、同時に映画版キャストの発表が行われた。ライブビューイングを含め、延べ4万人の観客を動員。2018年9月19日、Blu-ray・DVDが発売された。

### 日程
- 2017年5月20日 - 31日（東京・EX THEATER ROPPONGI）
- 2017年6月2日 - 5日（大阪・森ノ宮ピロティホール）
- 2017年6月9日 - 11日（愛知・愛知県芸術劇場 大ホール）

### キャスト
- 東島旭 - 齋藤飛鳥（乃木坂46）[注 1]
- 八十村将子 - 井上小百合（乃木坂46）[注 1]
- 紺野さくら - 新内眞衣（乃木坂46）[注 1]
- 宮路真春 - 若月佑美（乃木坂46）[注 1]
- 野上えり - 生駒里奈（乃木坂46）[注 1]
- 一堂寧々 - 堀未央奈（乃木坂46）[注 1]
- 寒河江純 - 衛藤美彩（乃木坂46）[注 1]
- 的林つぐみ - 北野日奈子（乃木坂46）[注 1]
- 宮路夏之 - 七瀬公
- 森拓馬 - 大音智海
- 大倉文乃 - 下司尚実
- 郁林 - 白勢未生
- 三須英子 - 小山雲母
- 安藤真琴 - 萩原麻乃
- 小林先生 - 石井一彰
- 福留やす子 - 則松亜海
- 寿慶 - 真琴つばさ

### スタッフ
- 原作：こざき亜衣
- 脚本・演出：板垣恭一
- 美術：伊藤雅子
- 照明：高見和義
- 音響：天野高志
- 衣裳：屋島裕樹
- ヘアメイク：岡田智江（スタジオAD）
- なぎなた指導：公益財団法人全日本なぎなた連盟
- 殺陣指導：渥美博
- ステージング：下司尚実
- 音楽：伊藤靖浩
- 舞台監督：弘中勲
- 演出助手：髙野玲
- 制作：東宝演劇部
- プロデューサー：服部優希（東宝）
- 製作：舞台「あさひなぐ」製作委員会

## 実写映画
2017年9月22日より公開。2017年10月2日付の週間劇場ランキング（9月23日、24日映画動員ランキング、興行通信社調べ）で初登場2位を記録した。2018年5月16日、Blu-ray・DVDが発売された。

### キャスト（実写映画）
乃木坂46合同会社が製作委員会に参加しているため、当時の所属者が多くキャスティングされている。
- 東島旭 - 西野七瀬（乃木坂46）[注 1]
- 八十村将子 - 桜井玲香（乃木坂46）[注 1]
- 紺野さくら - 松村沙友理（乃木坂46）[注 1]
- 宮路真春 - 白石麻衣（乃木坂46）[注 1]
- 野上えり - 伊藤万理華（乃木坂46）[注 1]
- 大倉文乃 - 富田望生
- 一堂寧々 - 生田絵梨花（乃木坂46）[注 1]
- 水野沙織 - 松本妃代
- 大友明子 - 岡野真也
- 井上淳子 - 江田友莉亜
- 栗田紀子 - 紀咲凪
- 猪又恵 - 北原帆夏
- 寒河江純 - 樋口柚子
- 的林つぐみ - 緒方もも
- 三須英子 - 宮田祐奈
- 安藤真琴 - 松田佳央理
- 旭の同級生1 - 中田花奈（乃木坂46）[注 1]
- 旭の同級生2 - 斉藤優里（乃木坂46）[注 1]
- 吉川靖子
- 池田夏希
- 加賀成一
- 飯野智司
- 北川尚弥
- 木下桜
- 宮路夏之 - 森永悠希
- 小林先生 - 中村倫也
- 依田理事 - 角替和枝
- 寿慶 - 江口のりこ
- 郁林 - 藤谷理子

### スタッフ（実写映画）
- 原作：こざき亜衣「あさひなぐ」（小学館「週刊ビッグコミックスピリッツ」連載中）
- 原作協力：ビッグコミックスピリッツ編集部（坪内崇、生川遥）
- 脚本・監督：英勉
- 音楽：未知瑠
- 製作：大田圭二、水野道訓、高木伸二、北川謙二、秋元伸介、久保雅一
- エグゼクティブプロデューサー：古澤佳寛
- 企画・プロデュース：上野裕平
- プロデューサー：金森孝宏、林辰郎、梶原富治
- 協力プロデューサー：岡本順哉、知久敦
- 撮影：江崎朋生 (J.S.C)
- 照明：蒔苗友一郎
- 録音：益子宏明
- 美術：根古屋史彦
- 装飾：小林宙央
- 衣装：加藤優香利
- 乃木坂46ヘアメイク：スズキユウジ
- ヘアメイク：増田加奈
- 編集：相良直一郎
- VFXスーパーバイザー：谷内正樹
- サウンドエディーター：勝俣まさとし
- アクション：諸鍛冶裕太
- 助監督：長野晋也
- 制作担当：百々勲
- ラインプロデューサー：田村豊
- キャスティング：あんだ敬一
- なぎなた指導：吉井美惠子、谷本良子、吉井和代
- 特別協力：公益財団法人全日本なぎなた連盟、東京都なぎなた連盟
- 音楽プロデューサー：杉田寿宏
- 特別協賛：ギャレックス株式会社
- 協力：バイトル
- 製作：映画「あさひなぐ」製作委員会（東宝、ソニー・ミュージックエンタテインメント、乃木坂46合同会社、Y&N Brothers、小学館）
- 制作プロダクション：ROBOT
- 制作：north river
- 配給：東宝映像事業部[13]

### 映画「あさひなぐ」 イメージソング
「Hot Stuff」 / POLYSICS (UK Project)
作詞・作曲・編曲：Hiroyuki Hayashi

### バトルソング挿入歌
「TIME SHOCK!」 / POLYSICS(UK Project)
作曲・編曲：Hiroyuki Hayashi

### 主題歌
乃木坂46「いつかできるから今日できる」
作詞：秋元康 / 作曲：Akira Sunset、京田誠一 / 編曲：京田誠一、Akira Sunset
ソニー・ミュージックレコーズ（N46Div.）